# Saint-Pierre
Saint-Pierre je hlavní město a přístav francouzského zámořského společenství Saint Pierre a Miquelon. Hlavní město leží na menším, více zalidněném, stejnojmenném ostrově. V blízkosti hlavního města se nachází letiště Saint-Pierre Airport, letadla odsud létají především na letiště na ostrově Miquelon a na několik kanadských letišť.

## Památky
Centrem města je náměstí Charlese de Gaulla, které se nachází za poštou a celnicí, směrem od přístavu. Další památkou je katedrála, která byla přestavěná po požáru na počátku 20. století a která se nachází na severní straně již zmiňovaného náměstí. Mezi další památky patří maják "Pointe aux Canons Lighthouse", který je díky svému červeno-bílému zbarvení takřka nepřehlédnutelný a stal se dominantou Saint-Pierre. Maják se používá pro navigaci malých i velkých lodí a je plně automatizovaný. Před vstupem na dlouhé molo vedoucí k majáku se nachází kanóny, jejichž stáří sahá až do dob krymské války.
Většina obyvatelstva jsou potomci Basků, proto je zde velmi populární sport baskická pelota, pro kterou bylo ve městě vystavěno speciální hřiště „Fronton Zazpiak Bat“.

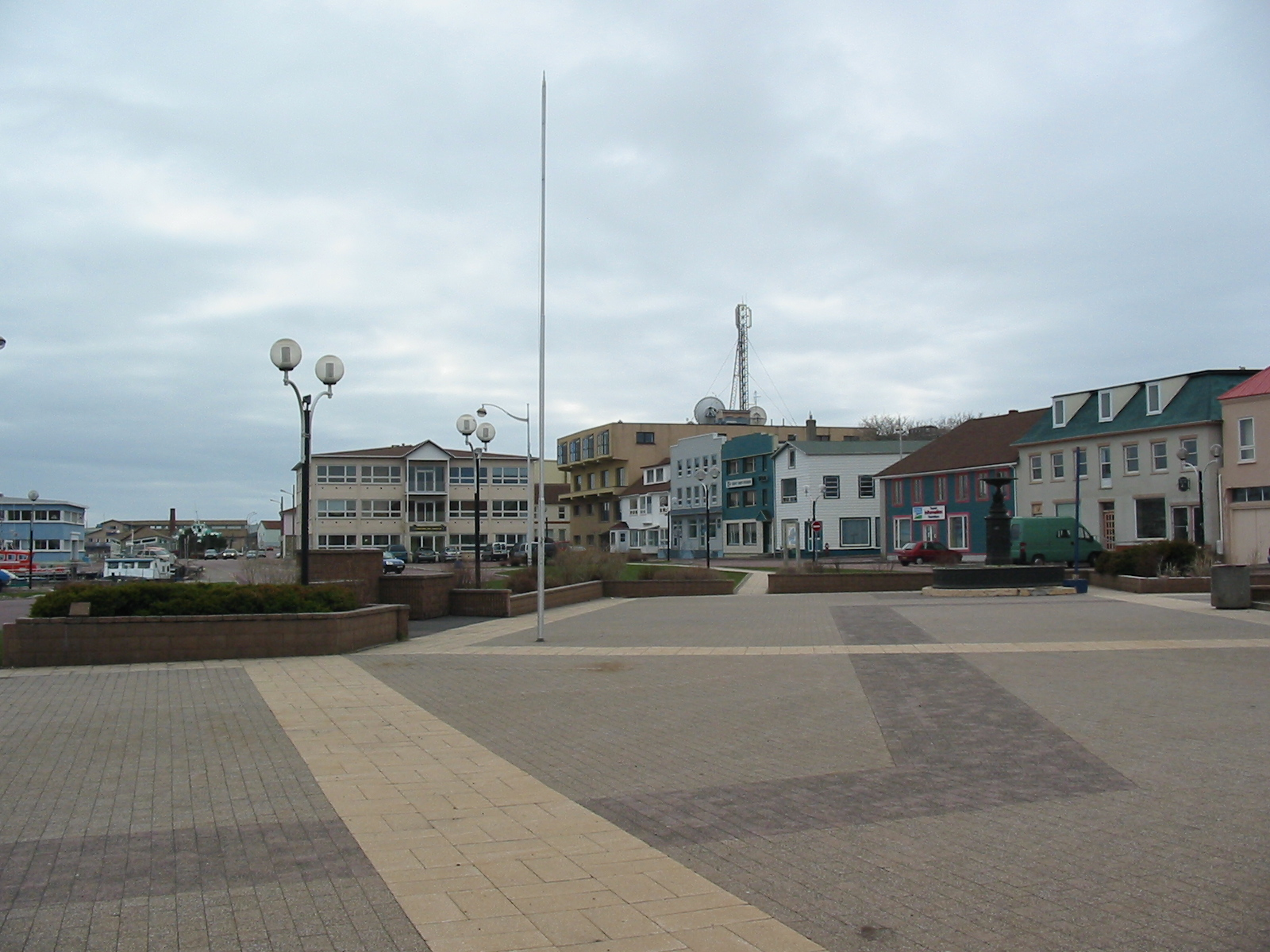
Náměstí Generála Charlese de Gaulla
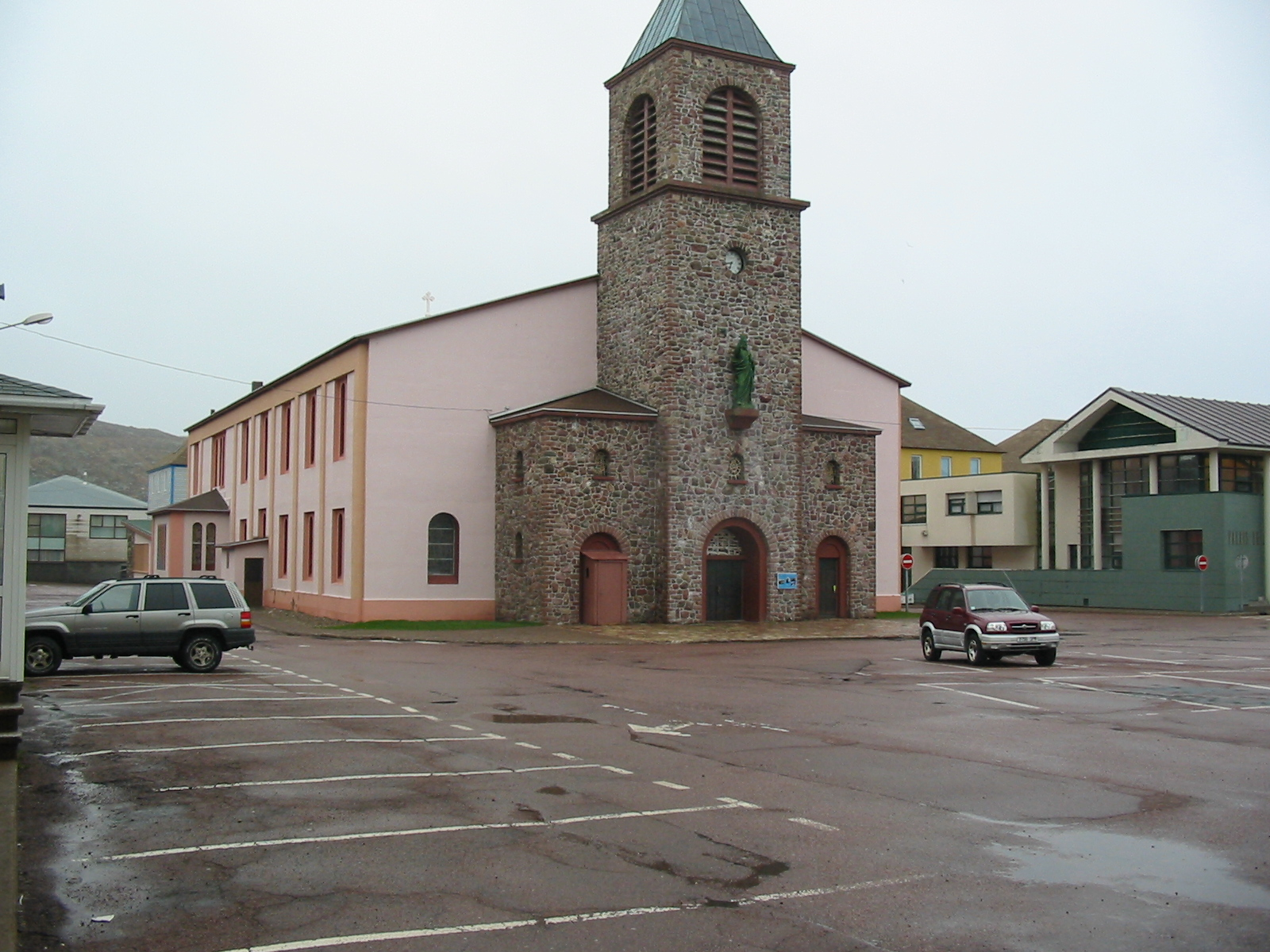
Katedrála v Saint-Pierre
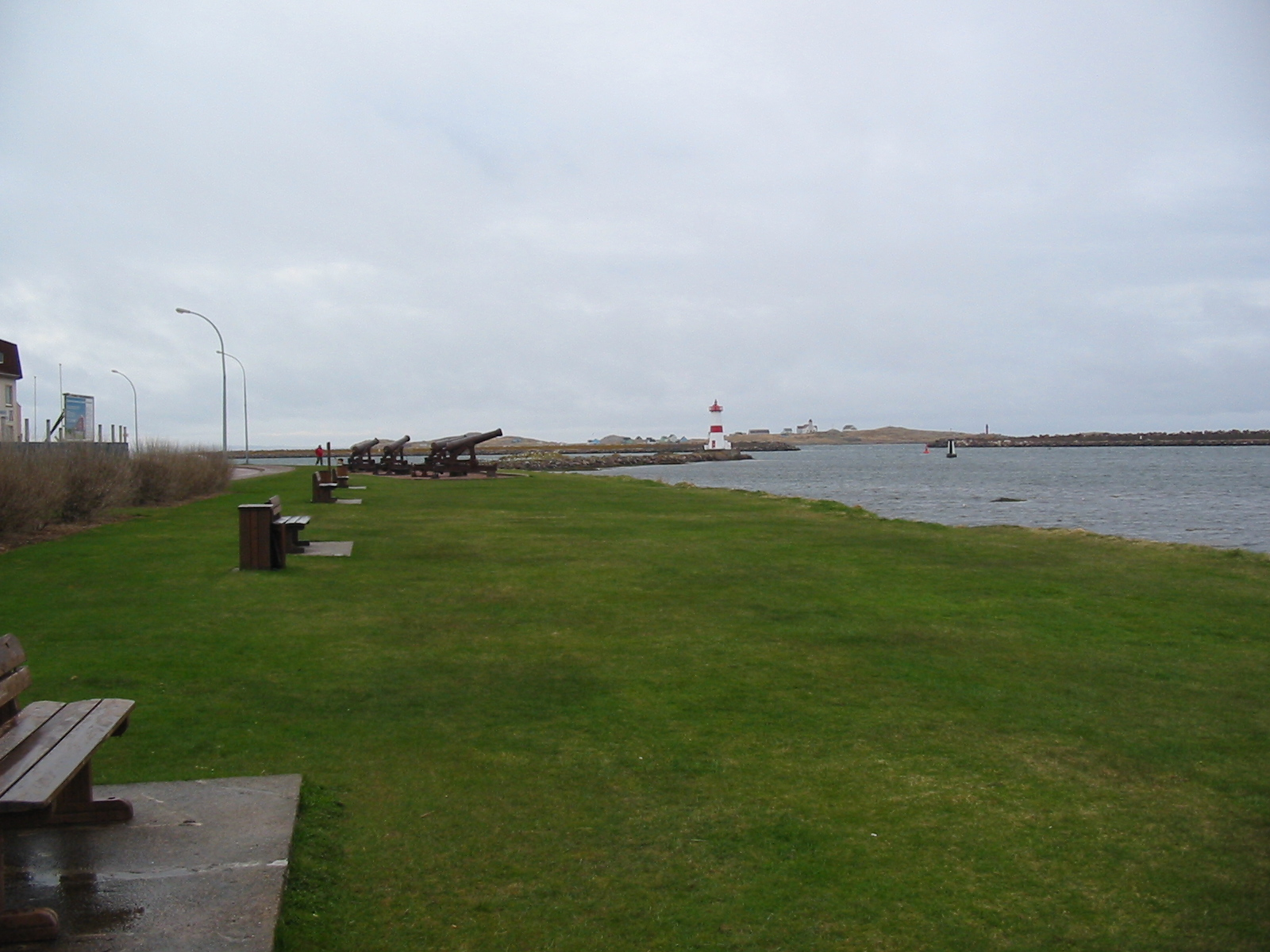
Pointe aux Canons Lighthouse
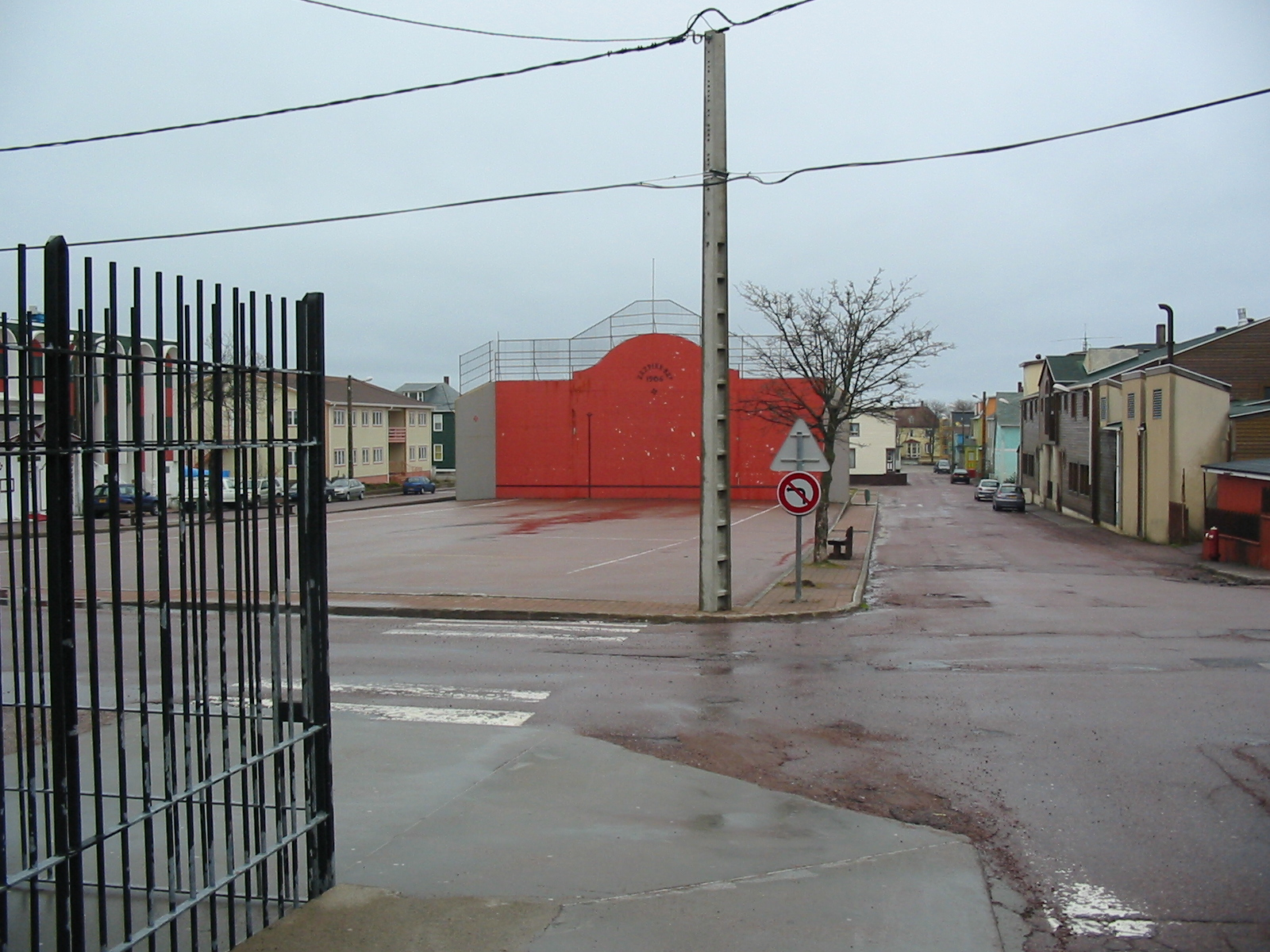
Fronton Zazpiak Bat aréna